# Justin Hayward
David Justin Hayward (ur. 14 października 1946 w Swindon) – angielski muzyk, znany przede wszystkim jako gitarzysta i wokalista zespołu The Moody Blues.

## Życiorys
Pierwszą gitarę dostał w wieku 9 lat. W wieku 15 lat Hayward sam kupił swoją pierwszą gitarę Gibsona, na którą zarobił grając z miejscowymi zespołami w klubach w Swindon, grając głównie piosenki Buddy’ego Holly’ego. W 1965 r. Marty Wilde poszukiwał gitarzysty. Hayward odpowiedział na ogłoszenie o dostał pracę u Wilde’a w zespole The Wilde Three. W wieku 17 lat podpisał kontrakt z Lonniem Doneganem jako autor tekstów piosenek. Przyznał później, że żałował tego posunięcia, ponieważ wszystkie piosenki, które napisał do 1974 r., należały do Donegana.
W 1966 r. Mike Pinder skontaktował się z Haywardem po wysłuchaniu jego dema. Parę dni później Hayward zastąpił Denny’ego Laine’a w The Moody Blues. W tym samym czasie do zespołu dołączył basista John Lodge zastępując Clinta Warwicka.
Przybycie do zespołu Haywarda i Lodge’a oraz wykorzystanie melotronu przez Pindera przyniosło zespołowi duże korzyści czyniąc z The Moody Blues jeden z najpopularniejszych zespołów w Wielkiej Brytanii. Hayward powiedział kiedyś o Pinderze, że dzięki niemu jego (Haywarda) piosenki są lepsze.
W 1967 r. album Days of Future Passed zapoczątkował serię singli autorstwa Haywarda jak np. „Tuesday Afternoon” czy „Nights in White Satin”. Jest autorem 20 z 27 singli The Moody Blues wydanych po 1967 r.
W 1972 r. członkowie zespołu zdecydowali się rozstać. Jednakże Hayward, John Lodge oraz producent Tony Clarke wciąż współpracowali, tworząc muzykę zbliżoną klimatem do dokonań The Moody Blues. Razem wydali album Blue Jays (1975). Znalazły się na nim dwa utwory napisane przez Haywarda wspólnie z Lodge’em. Ten tandem kontynuował współpracę kompozytorską na albumach The Moody Blues w latach 80. i 90. Hayward napisał także cztery piosenki z innym członkiem zespołu The Moody Blues – Rayem Thomasem.
Hayward odniósł solowy sukces w 1978 r.pracując z Jeffem Wayne’em przy koncepcyjnym albumie Jeff Wayne’s Musical Version of The War of the Worlds, na którym zaśpiewał piosenki „Forever Autumn” oraz „The Eve of the War”. Wayne współpracował później z Haywardem przy jego albumie Night Flight (1980) jako producent.
W latach 80. Hayward występował i komponował dla telewizji, czego dobrym przykładem są: piosenka „It Won't Be Easy” wykorzystana w serialu for Star Cops nadawanym przez BBC Two, „Something Evil, Something Dangerous” do filmu Howling IV: The Original Nightmare oraz muzyka do The Shoe People. W 1985 roku wydał także kolejny album solowy Moving Mountains
W 1989 r. Hayward wydał Classic Blue, który zawierał wyłącznie własne wersje utworów napisanych przez innych autorów, między innymi opracowanie hitu Led Zeppelin – „Stairway to Heaven”. Jego ostatni studyjny album solowy The View from the Hill ukazał się w 1996 r. Dwa lata później pojawił się album koncertowy Live in San Juan Capistrano.
Hayward pracował także z Rickiem Wakemanem przy albumie Return to the Centre of the Earth (1999).
W 2003 r. wraz z innymi wokalistami oraz orkiestrą z Frankfurtu nagrał album Justin Hayward and Friends Perform the Hits of the Moody Blues. Haywardowi pierwotnie nie zapłacono za udział w nagrywaniu, co zmuszony był rozwiązać na drodze sądowej.
W kwietniu 2006 r., Hayward wziął udział w trasie promującej album Jeff Wayne’s Musical Version of The War of the Worlds, co powtórzył w 2007 r. w Australii, w grudniu 2007 i czerwcu 2009 r. w Wielkiej Brytanii, ma też wziąć udział w tej samej trasie w listopadzie i grudniu 2010 r.
Zespół The Moody Blues, składający się teraz z Haywarda, Edge’a i Lodge’a wciąż koncertuje. W wywiadzie udzielonym BBC Hayward i Lodge powiedzieli, że nie mają zamiaru przestać pracować i uważają za „przywilej” to, że wciąż pracują w przemyśle muzycznym.
Hayward ma 2 domy: we Francji i Kornwalii.

## Nagrody
Hayward był wielokrotnie nagradzany nagrodą ASCAP, po raz pierwszy w 1974 r. W 1985 r. The Moody Blues odebrali nagrodę Ivor Novello Awards za „niesamowity wkład” w rozwój muzyki, a w 1988 r. Hayward otrzymał tę samą nagrodę w kategorii „kompozytor roku” za utwór „I Know You’re Out There Somewhere” z albumu Sur La Mer. W 2000 r. otrzymał także nagrodę „Golden Note”. W 2004 r. Haywardowi przyznano nagrodę „Gold Badge” za całokształt osiągnięć.

## Solowa dyskografia
- Blue Jays (1975)
- Songwriter (1977)
- Night Flight (1980)
- Moving Mountains (1985)
- Classic Blue (1989)
- The View from the Hill (1996)
- Live in San Juan Capistrano (1998)
- Justin Hayward and Friends Sing the Moody Blues Classic Hits (2003)
- Spirits of the Western Sky (2013)

## Filmografia
- „Message to Love: The Isle of Wight Festival” (1997, film dokumentalny, reżyseria: Murray Lerner)[1]